# Šuti, tugo, šuti
Šuti, tugo, šuti (rus. Молчи, грусть, молчи) ruski je film redatelja Pjotra Čardinina, Česlava Sabinskog i Vjačeslava Viskovskog.

## Radnja
Umjetnica Paula napušta svog muža a zbog bogata čovjeka.

## Uloge
- Vera Holodnaja
- Pjotr Čardinin
- Vitold Polonski
- Osip Runič

## Vanjske poveznice
- Šuti, tugo, šuti na Kino Poisk